# HD 90589
HD 90589 ( eller HR 4102) är en ensam stjärna i den södra delen av stjärnbilden Kölen, som också har Bayer-beteckningen I Carinae. Den har en skenbar magnitud av ca 3,99 och är synlig för blotta ögat där ljusföroreningar ej förekommer. Baserat på parallaxmätning inom Hipparcosuppdraget på ca 61,6 mas, beräknas den befinna sig på ett avstånd på ca 53 ljusår (ca 16 parsek) från solen. Den rör sig närmre solen med en heliocentrisk radialhastighet på ca -5 km/s och beräknas ligga på ett avstånd av 24,3 ljusår från solen om ca 2,7 miljoner år. Inom de kommande 7 500 åren kommer södra himmelspolen att passera nära  HD 90589 och Omega Carinae.

## Egenskaper
HD 90589 är en gul till vit stjärna i huvudserien av spektralklass F8 II. Den har en massa som är ca 1,4 solmassor, en radie som är ca 1,7 solradier och har ca 5,6 gånger solens utstrålning av energi från dess fotosfär vid en effektiv temperatur av ca 7 000 K. Den är en variabel stjärna som med 99,2 procent sannolikhet är källa till röntgenstrålning som observerats från dess koordinater.